# Accons
Accons település Franciaországban, Ardèche megyében. Lakosainak száma 365 fő (2022. január 1.). Accons Le Cheylard, Dornas, Jaunac, Mariac, Saint-Christol és Saint-Martin-de-Valamas községekkel határos.

## Népesség
A település népességének változása:
| Lakosok száma | 277  | 378  | 375  | 438  | 406  | 385  | 382  | 376  | 373  | 365  |
|               | 1968 | 1982 | 1990 | 2006 | 2013 | 2015 | 2017 | 2019 | 2020 | 2022 |